# واغاتین
واغاتین (به ارمنی: Վաղատին) یک سکونتگاه مسکونی در ارمنستان است که در استان سیونیک واقع شده‌است. در جنوب کاپان، مرکز استان سیونیک واقع شده است.

## خصوصیات
واغاتین ۴۰٫۸۲ کیلومترمربع مساحت و ۵۹۳ نفر جمعیت دارد و در ارتفاع  متر بالاتر از سطح دریا قرار گرفته است.